# Godinești, Hunedoara
Godinești este un sat în comuna Zam din județul Hunedoara, Transilvania, România.

## Obiective turistice
- Rezervația naturală “Calcarele de la Godinești” (6 ha).

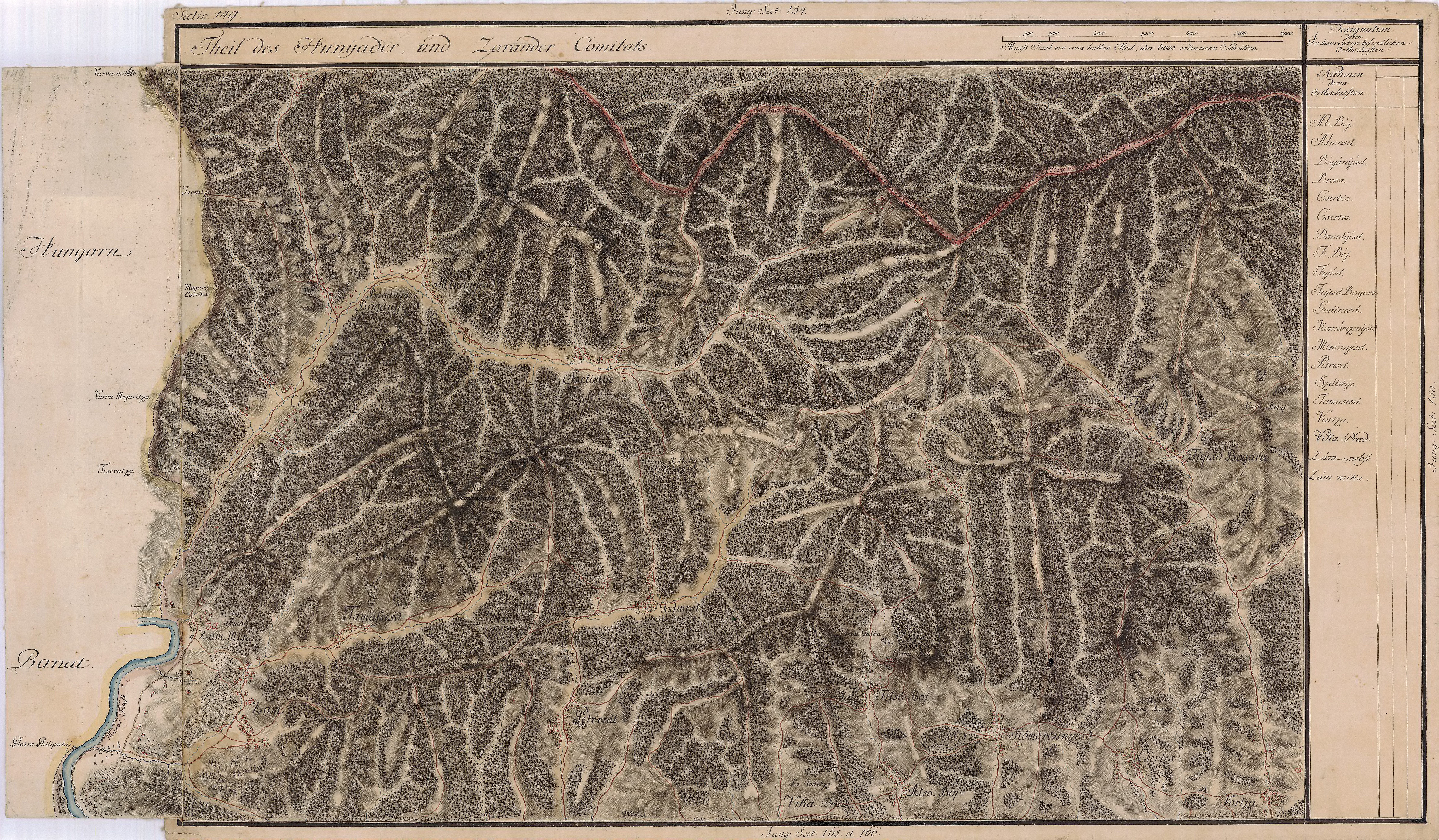
Godinești în Harta Iosefină a Transilvaniei, 1769-1773

- Biserica de lemn din Godinești (monument istoric)